# Clara Badia
Pour les articles homonymes, voir Badia (homonymie).
Clara Badia Bogner née le 5 février 1998, est une joueuse espagnole de hockey sur gazon. Elle évolue au Mannheimer HC, en Allemagne et avec l'équipe nationale espagnole.

## Carrière
Elle a fait ses débuts le 4 février 2022 contre les Pays-Bas à Valence lors de la Ligue professionnelle 2021-2022.